# Lesueurigobius
Lesueurigobius là một chi của Họ Cá bống trắng

## Các loài
Chi này hiện hành có các loài sau đây được ghi nhận:
- Lesueurigobius friesii (Malm, 1874) (Fries's goby)
- Lesueurigobius heterofasciatus Maul, 1971
- Lesueurigobius koumansi (Norman, 1935)
- Lesueurigobius sanzi (F. de Buen, 1918) (Sanzo's goby)
- Lesueurigobius suerii (A. Risso, 1810)